# Li Yang (saut à ski)
Pour les articles homonymes, voir Li Yang et Li.
Li Yang (李洋, né le 31 mars 1980) est un sauteur à ski chinois.

## Palmarès

### Jeux olympiques
| Épreuve / Édition | Turin 2006 |
| Petit Tremplin    | 44e        |
| Par Equipes       | 16e        |

### Championnats du monde
| Épreuve / Édition | Épreuve / Édition | Oberstdorf 2005 |
| Par Equipes       | PT                | 14e             |
| Par Equipes       | GT                | 14e             |

### Coupe du monde
- Meilleur résultat: 37e.